# Danh sách câu lạc bộ bóng đá ở Tunisia
Đây là danh sách không đầy đủ các câu lạc bộ bóng đá ở Tunisia.
Về danh sách đầy đủ, xem Thể loại:Câu lạc bộ bóng đá Tunisia

## A
- AS Ariana
- AS Djerba
- AS Gabès
- AS Kasserine
- AS La Marsa

## C
- CA Bizertin (Bizerte)
- Club Africain (Tunis)
- Club Olympique des Transports
- Club Sportif Makthar
- CS Hammam-Lif
- CS Sfaxien (Sfax)
- CS Korba
- CS M'saken

## E
- EGS Gafsa
- ES Hammam-Sousse
- ES Zarzis
- Espérance Sportive de Tunis
- Étoile Sportive du Sahel (Sousse)

## J
- Jendouba Sport
- JS Kairouan

## L
- LPST Tozeur

## O
- Océano Club de Kerkennah
- Olympique Béja
- Olympique du Kef

## S
- SC Moknine
- Sfax Railways Sports
- Stade Africain Menzel Bourguiba
- Stade Gabèsien
- Stade Sportif Sfaxien
- Stade Tunisien (Tunis)
- Stir Sportive Zarzouna

## U
- US Ben Guerdane (Ben Gardane)
- US Monastir